# Palais Erlanger
 (août 2020).
Pour les articles homonymes, voir Erlanger.

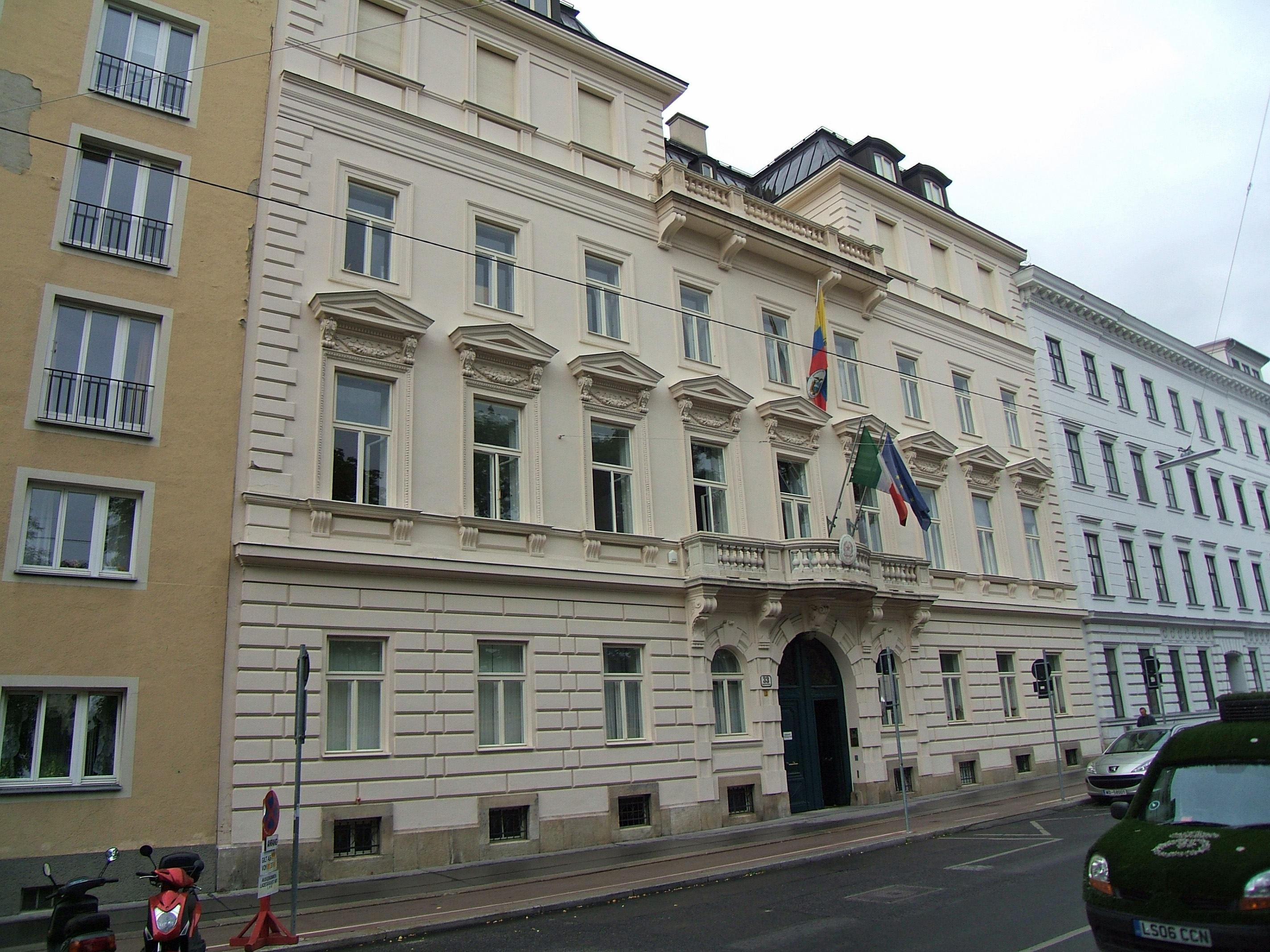
Palais Erlanger

Le Palais Erlanger est un palais urbain viennois de style néo-Renaissance situé dans le Quartier viennois de Wieden. 

## Histoire
Le Palais Erlanger a été construit en 1866 par Friedrich Schachner sur Parkallee, aujourd'hui Argentinierstraße, pour Franz Pranter. Il le vendit la même année au banquier Ludwig Gottlieb Friedrich von Erlanger (1836–1898), qui dirigeait la succursale viennoise de la banque de Francfort Erlanger & Fils. Après que Ludwig eut repris la direction de la maison mère de Francfort, son frère Viktor Alexander von Erlanger (1840-1894) prit la direction de la succursale de Vienne en 1880 et du palais et lui donna son nom. La forme du palais résidentiel strictement historique correspond à la Haute Renaissance romaine. En 1889, il a été adapté par les architectes Karl König et Oskar Laske. Aujourd'hui, le palais est utilisé par les ambassades de l'Équateur et d'Italie.

## Littérature
- Dehio-Handbuch, les monuments d'art de l'Autriche. Inventaire topographique des monuments. Département: Vienne. Volume 2: Wolfgang Czerny: II à IX. et XX. District. Révision. Schroll, Vienne et al.1993,  (ISBN 3-7031-0680-8), p. 168.

## Source de traduction
- (de) Cet article est partiellement ou en totalité issu de l’article de Wikipédia en allemand intitulé « Palais Erlanger » (voir la liste des auteurs).